# کرزبی (داکوتای شمالی)
کرزبی(به انگلیسی: Crosby) شهری در ایالت داکوتای شمالی کشور ایالات متحده آمریکا است که جمعیت آن در سرشماری سال ۲۰۱۰ میلادی، ۱٬۰۷۰ نفر بوده‌است.